# Villeneuve-la-Lionne
Villeneuve-la-Lionne är en kommun i departementet Marne i regionen Grand Est (tidigare regionen Champagne-Ardenne) i nordöstra Frankrike. Kommunen ligger i kantonen Esternay som tillhör arrondissementet Épernay. År 2022 hade Villeneuve-la-Lionne 273 invånare.

## Befolkningsutveckling
Antalet invånare i kommunen Villeneuve-la-Lionne
| Referens: INSEE |